# Pidverbți, Tlumaci
Pidverbți (în ucraineană Підвербці) este o comună în raionul Tlumaci, regiunea Ivano-Frankivsk, Ucraina, formată numai din satul de reședință.

## Demografie
Componența lingvistică a comunei Pidverbți
     Ucraineană (99,6%)
     Alte limbi (0,13%)
Conform recensământului din 2001, majoritatea populației comunei Pidverbți era vorbitoare de ucraineană (99,6%), existând în minoritate și vorbitori de alte limbi.